# 佐用町立図書館
佐用町立図書館（さようちょうりつとしょかん）は、日本の兵庫県佐用郡佐用町が町内に設置している公立図書館である。

## 本館
2001年（平成13年）4月14日、当時の佐用郡4町で初の常設型公立図書館として佐用町役場の北隣に開館。
4年後の2005年（平成17年）、佐用町は郡内の他3町と新設合併して1郡1町となり、町内唯一の常設型図書館として合併前に上月町、南光町、三日月町が設置していた図書室を配下に置くこととなった。

### アクセス
JR姫新線・智頭急行線で佐用駅下車、北へ徒歩2分。
周辺施設
- さよう文化情報センター（おりひめ文化ホール） - 隣接。
- 佐用町役場
- 兵庫県立佐用高等学校
- 佐用町立佐用小学校
- 佐用中央病院
- 佐用共立病院

## 図書室
いずれも合併で1郡1町となる以前に佐用町を除く3町が設置していた町民図書室を前身とする。

### 上月図書室
上月文化会館に併設。
- 兵庫県佐用郡佐用町上月782-2

北緯34度59分4.53秒 東経134度19分23.15秒 / 北緯34.9845917度 東経134.3230972度

### 南光図書室
南光文化センターに併設。
- 兵庫県佐用郡佐用町下徳久1005-1

北緯34度59分29.37秒 東経134度23分15.81秒 / 北緯34.9914917度 東経134.3877250度

### 三日月図書室
三日月文化センターに併設。
- 兵庫県佐用郡佐用町三日月1110-1

北緯34度59分9.75秒 東経134度26分11.85秒 / 北緯34.9860417度 東経134.4366250度

## 広域貸し出し
佐用町立図書館では播磨圏域連携中枢都市圏で締結された協定により、以下の市町が設置する公立図書館・室と相互に広域貸し出しを実施している。
- 相生市、赤穂市、加古川市、加西市、宍粟市、高砂市、たつの市、姫路市、赤穂郡上郡町、揖保郡太子町、加古郡稲美町・播磨町、神崎郡市川町・神河町・福崎町

この他、明石市にある兵庫県立図書館の蔵書もインターネットで予約して本館カウンターでの受け取りが可能である（県立図書館の利用券は別途必要）。